# Operacja Balak
Operacja Balak (hebr. מבצע בלק, Miwca Balak) była izraelską operacją wojskową przeprowadzoną podczas wojny domowej w Mandacie Palestyny i I wojny izraelsko-arabskiej w dniach między 31 marca a 12 sierpnia 1948 roku. Operacja polegała na przerzuceniu do Palestyny drogą powietrzną samolotów, broni i amunicji zakupionych w Czechosłowacji. W trakcie jej trwania przeprowadzono ponad sto lotów samolotów transportowych. Początkowo była to część operacji Chasida.

## Tło wydarzeń
Pod koniec wojny domowej w Mandacie Palestyny dowództwo żydowskiej organizacji paramilitarnej Hagana zdawało sobie sprawę z nieuchronności arabskiej inwazji na nowo powstałe państwo żydowskie. Z tego powodu, od początku 1948 roku poczyniono starania o zakup różnorodnych rodzajów uzbrojenia i amunicji. Wykorzystano w tym celu istniejącą od lat międzynarodową sieć pracowników i lobbystów Agencji Żydowskiej. Dzięki temu, w krótkim czasie zakupiono około 25 tys. karabinów, 5 tys. karabinów maszynowych i 50 mln sztuk amunicji. Do przerzutu broni z Zachodu użyto samolotów zarejestrowanych w Stanach Zjednoczonych, Kanadzie, Belgii i Panamie. Pilotowali je żydowscy piloci, bądź piloci wynajęci najczęściej z Pan American World Airways. Natomiast zakupiony ciężki sprzęt wojskowy, taki jak samochody ciężarowe, transportery opancerzone, czołgi i artylerię, przemycano drogą morską. Drugim, większym źródłem uzbrojenia okazał się Wschód, gdzie Związek Socjalistycznych Republik Radzieckich zatwierdził sprzedaż dużych ilości broni do Izraela. Pochodziła ona w większości z Czechosłowacji. Przeprowadzono wówczas operację Balak, której nazwa została zaczerpnięta od biblijnej postaci Balaka.

## Przebieg operacji

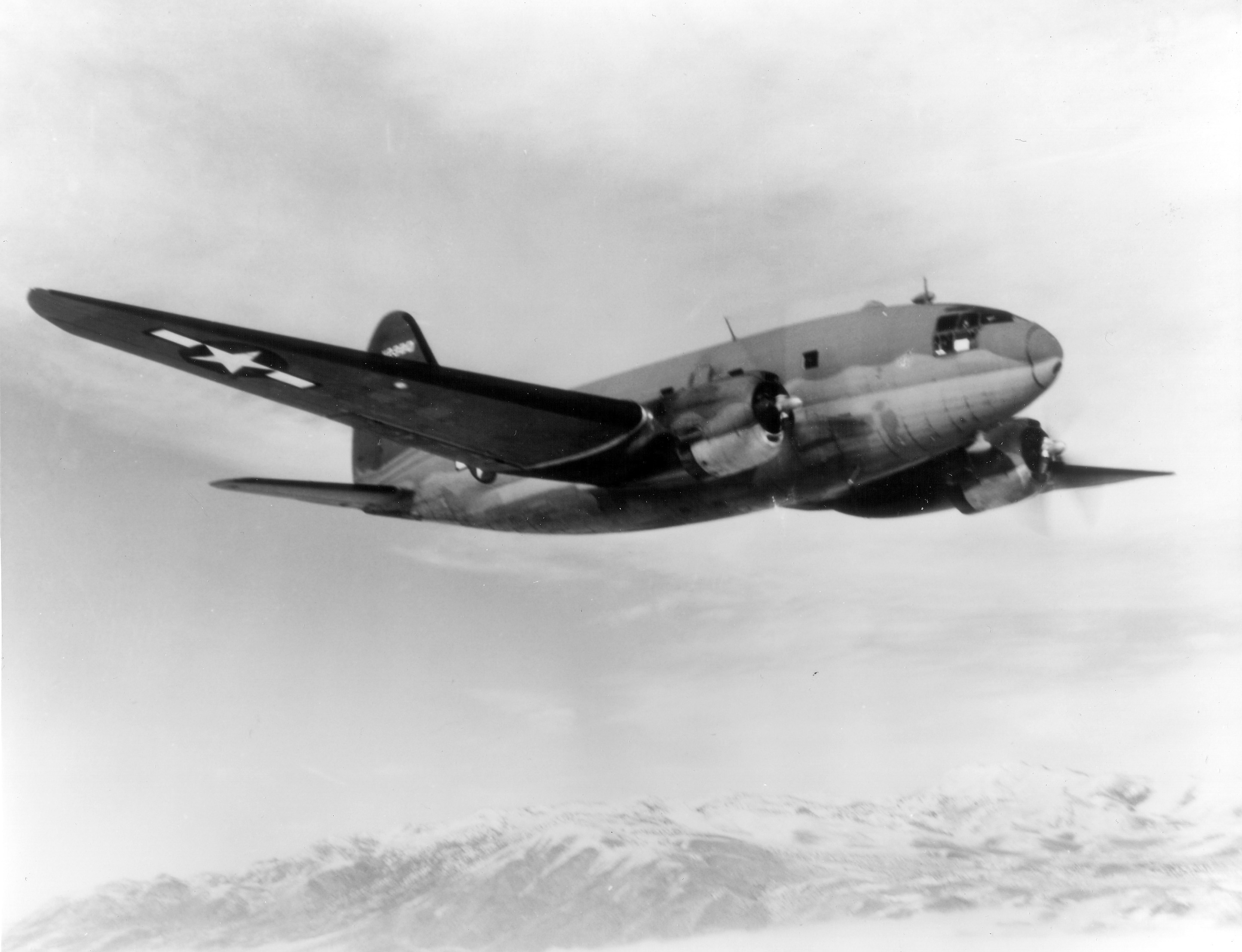
Curtiss C-46 Commando

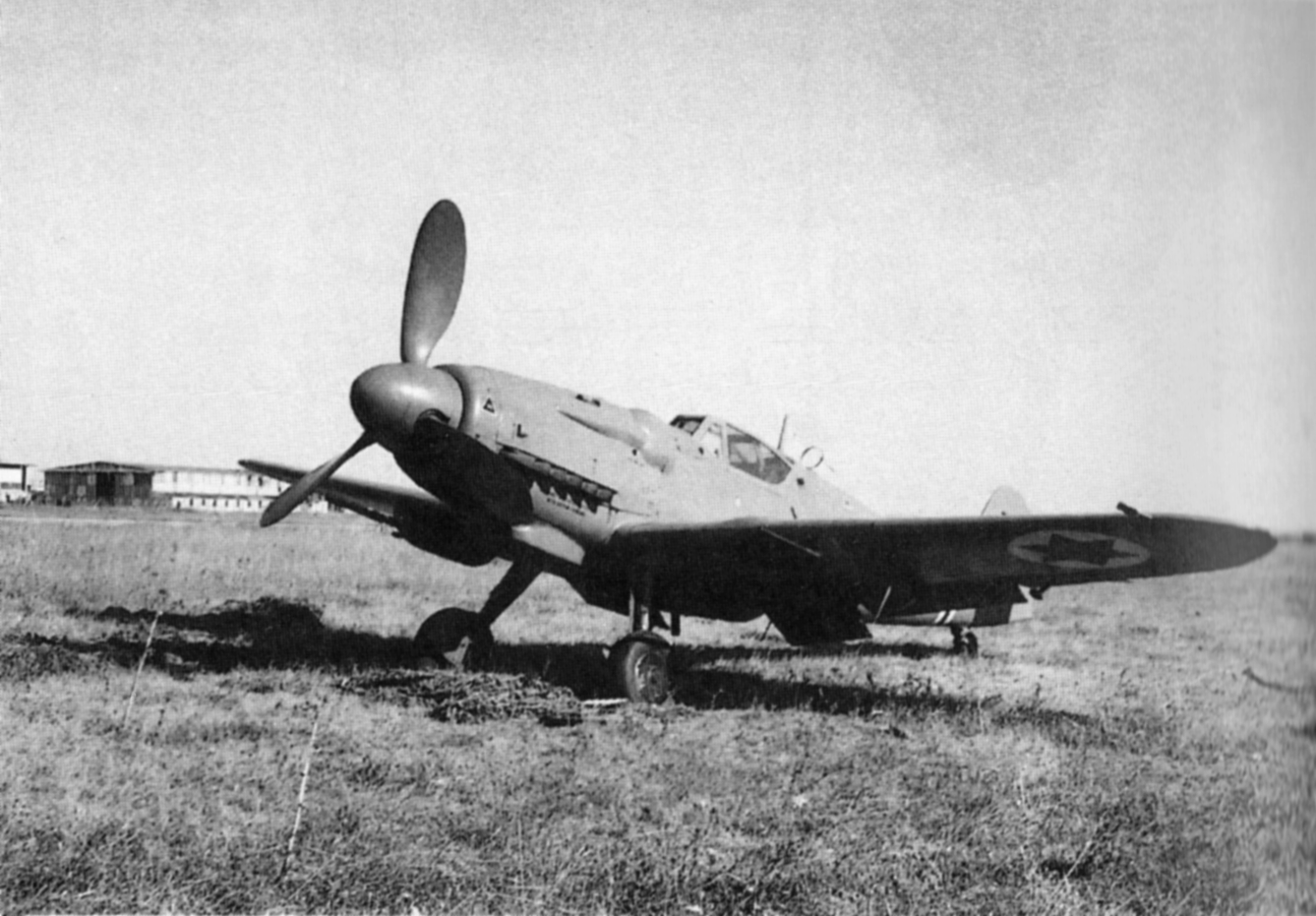
Izraelski myśliwiec Avia S-199

Czechosłowacki minister spraw zagranicznych Vladimír Clementis (członek Komunistycznej Partii Czechosłowacji) wyraził zgodę na korzystanie przez żydowską Haganę z pasa startowego Žatec, położonego przy mieście Žatec. Jako dowódcę operacji wyznaczono Jehudę Ben Chorina. Hagana napotkała jednak na poważny problem w postaci braku pilota samolotu transportowego. Do Mahalu zgłosił się wówczas brytyjski pilot z II wojny światowej, Gordon Levett. Żydzi podchodzili do niego bardzo nieufnie, zdecydowali się jednak na jego usługi.
W ramach operacji przeprowadzono kilka wyjątkowych akcji, które – zachowując kryptonim Balak – otrzymywały kolejne numery porządkowe:

### Balak 1
Operacja Balak 1 rozpoczęła się 31 marca 1948 roku od wylądowania wynajętego amerykańskiego samolotu transportowego Douglas C-54 Skymaster na czeskim lotnisku Žatec. Całość tej operacji otrzymała wówczas kryptonim operacja Chasida. Samolot wystartował około północy 1 kwietnia i wylądował na opuszczonym brytyjskim pasie startowym przy arabskiej wiosce Bajt Daras. W ciągu 80 minut wyładowano 200 czeskich karabinów Mauser Kar98k, 40 karabinów maszynowych MG 34 i 150 tys. sztuk amunicji. Natychmiast po wyładowaniu towaru samolot wystartował. Całość operacji przeprowadzono w nocy, w dużym pośpiechu, dzięki czemu żydowscy żołnierze ukryli się zanim w rejon lotniska dotarły siły brytyjskie, bądź arabskie. Broń i amunicja weszły na uzbrojenie Brygady Giwati, która natychmiast po tym przystąpiła do operacji Nachszon.

### Balak 2
Operację Balak 2 przeprowadzono w dniu 12 maja 1948 roku. Samolot transportowy C-54 Skymaster z ładunkiem czeskiej broni i amunicji wylądował na zajętym przez siły żydowskie opuszczonym brytyjskim lotnisku Ekron (później nazwanym bazą lotniczą Tel Nof).

### Balak 3
Operację Balak 3 przeprowadzono w dniu 14 maja 1948 roku. Samolot transportowy C-54 Skymaster wylądował na lotnisku Ekron. Dostarczył on karabiny maszynowe, urządzenia do sabotażu oraz części zamienne.

### Balak 5
Operację Balak 5 przeprowadzono w dniu 20 maja 1948 roku. Samolot transportowy C-54 Skymaster wylądował na lotnisku Ekron. Przewiózł on na swoim pokładzie rozłożony na części pierwszy izraelski samolot myśliwski Avia S-199, oraz działa artylerii, amunicję, części zamienne i pięciu pilotów myśliwskich, którzy ukończyli szkolenie w Czechosłowacji: Lennart, Milton Rovnfeld, Eddie Cohen, Ezer Weizman i Mordechai „Modi” Alon.

### Balak 6 i 7
Operacje Balak 6 i 7 przeprowadzono w dniu 21 maja 1948 roku. Dwa samoloty transportowe Curtiss C-46 Commando przewiozły rozłożone na części dwa samoloty myśliwskie Avia S-199.
Ogółem do końca operacji Balak do Izraela przewieziono 23 samoloty myśliwskie Avia S-199, dzięki czemu utworzono 101 Eskadrę.